# Arturo Uslar Pietri
Arturo Uslar Pietri (n. 16 mai 1906, Caracas, Venezuela – d. 26 februarie 2001, Caracas, Venezuela) a fost un scriitor, istoric, jurnalist, producător de televiziune și om politic venezuelean, scriitor semnificativ al genului literar cunoscut sub denumirea de realism magic.

## Opere publicate

### Romane
- (1931) Las Lanzas coloradas.
- (1947) El camino de El Dorado.
- (1962) Un retrato en la geografía.
- (1964) Estación de máscaras.
- (1976) Oficio de difuntos.
- (1981) La isla de Robinsón
- (1990) La visita en el tiempo.

#### Eseuri
- (1945) Las visiones del camino.
- (1945) Sumario de economía venezolana para alivio de estudiantes.
- (1948) Letras y hombres de Venezuela.
- (1949) De una a otra Venezuela.
- (1949) Treinta hombre y sus sombras.
- (1951) Las nubes.
- (1952) Apuntes para retratos.
- (1953) Tierra venezolana.
- (1954) Tiempo de contar.
- (1955) Pizarrón.
- (1955-56-58) Valores humanos.
- (1955) Breve historia de la novela hispanoamericana.
- (1958) Letras y hombres de Venezuela.
- (1959) Materiales para la construcción de Venezuela.
- (1962) Del hacer y deshacer de Venezuela.
- (1964) Valores humanos. Biografías y evocaciones.
- (1964) La palabra compartida. Discursos en el Parlamento (1959-1963).
- (1965) Hacia el humanismo democrático.
- (1966) Petróleo de vida o muerte.
- (1967) Oraciones para despertar.
- (1968) Las vacas gordas y las vacas flacas.
- (1969) En busca del nuevo mundo.
- (1971) Vista desde un punto.
- (1972) Bolivariana.
- (1974) La otra América.
- (1975) Camino de cuento.
- (1975) Viva voz.
- (1979) Fantasmas de dos mundos.
- (1981) Cuéntame a Venezuela.
- (1981) Educar para Venezuela.
- (1982) Fachas, fechas y fichas.
- (1983) Bolívar hoy.
- (1984) Venezuela en el petróleo.
- (1986) Medio milenio de Venezuela.
- (1986) Raíces venezolanas.
- (1986) Bello el venezolano.
- (1986) Godos, insurgentes y visionarios.
- (1990) La creación del Nuevo Mundo.
- (1992) Golpe y Estado en Venezuela.
- (1994) Del cerro de plata al camino extraviado.

### Nuvele
- (1928) Barrabas y otros relatos.
- (1936) Red.
- (1946) Pasos y pasajeros.
- (1949) Treinta hombres y sus sombras
- (1967) La lluvia y otros cuentos.
- (1980) Los Ganadores

### Poezie
- (1973) Manoa: 1932-1972.
- (1986) El hombre que voy siendo.

### Teatru
- (1958) El día de Antero Alban. La Tebaida. El Dios invisible. La fuga de Miranda.
- (1960) Chuo Gil y las tejedoras. Drama en un preludio y siete tiempos.

## Premii
- El Nacional - Premiul pentru cea mai buna nuvelă (1949)
- Premiul Național pentru Literatură (1952, (1982)
- Premiul Național pentru Jurnalism (1971)
- Premiul hispano-american Miguel de Cervantes pentru Jurnalism (1972)
- Prince of Asturias Award (1990)
- Légion d'honneur Grand-Croix (Grand Cross) (1990)
- Rómulo Gallegos Prize - Premiul pentru cel mai bun roman (1991)